# Acacia notabilis
Acacia notabilis é uma espécie de leguminosa do gênero Acacia, pertencente à família Fabaceae.